# Olaus Johannis Elfsburgius
Olaus Johannis Elfsburgius, född 1565 i Västergötland, död 1652 i Kimstads församling, Östergötlands län, var en svensk präst.

## Biografi
Elfsburgius föddes 1565 i Västergötland. Han blev 1592 komminister i Skeda församling och 1607 kyrkoherde i Kimstads församling. Elfsburgius avled 1652 i Kimstads frösamling.

### Familj
Elfsburgius var gift med en kvinna. De fick tillsammans barnen Johannes Elfsburgius (född 1615), Thomas Chimstadius (född 1617) och Margareta Elfsburgius som var gift med kyrkoherden Henricus Benedicti Gadd i Kimstads församling.